# الطوخي توفيق
الطوخى توفيق (10 يوليو 1925 - 22 أغسطس 1984)، ممثل مصري، يعتبر أشهر كومبارسات المعارك والخناقات في السينما المصرية.

## حياته
درس الميكانيكا، وعمل منذ صغره هو وشقيقته الفنانة (سميحة توفيق) بالسيرك مع والدهما، ثم استهوته المعارك الفنية ومشاهد الأكشن فبدأ في السينما دوبليرًا حتى صار يقدم أدوراً صغيرة تتمثل في كونه أحد أفراد عصابة، أو فرد في مجموعة القتال التي تضرب البطل_في مشهد الحلقة في فيلم (بين ايديك).
تدرج في مهنة المُخاطر حتى أسندت إليه مهام تنفيذ المعارك ثم استطاع بعد ذلك تكوين فرقته الخاصة التي نجحت في التصميم بأفلام (صلاح أبو سيف) و(حسام الدين مصطفى) وغيرهما من المخرجين.
بدأ في الخمسينات في أفلام مميزة مثل: ابن حميدو مع إسماعيل ياسين، رصيف نمرة 5 مع فريد شوقي، الساحرة الصغيرة مع سعاد حسني، نص ساعة جواز مع شادية، ولكنه حقق رواجًا أكبر بفترة السبعينيات حيث سادت الأفلام التجارية التي تعتمد على الإثارة والكوميديا، فقدم ما يقرب من نصف أعماله بتلك الفترة ونذكر منها: رجال بلا ملامح مع صلاح ذو الفقار ونادية لطفي، البنات والمرسيدس مع يوسف فخر الدين، فيفا زلاطا مع فؤاد المهندس. قدم الطوخي ما يقارب 108 أعمال سينمائية، كما قام بتصميم معارك العديد من الأفلام، يذكر منها (الغول) لفريد شوقي، والبحث عن المتاعب لعادل إمام وضربة شمس لنور الشريف وطابونة حمزة الذي كان آخر الأفلام التي عمل بها. ظل الطوخي يعمل في الأفلام وتصميم المعارك حتى أسابيع قليلة من وفاته.

## وفاته
وافته المنية عام 1984 بعد أن قدم للسينما المصرية الكثير في مجال المعارك. من أولاده المستمرين في نفس المهنة مصمم المعارك مصطفى الطوخي.

## أعمال

### أفلام
| - الناس الغلابة:1986-شخصيته الحقيقية+ت.م - شيطان من عسل:1985-بليه - غضب الحليم:1984تمثيل+ت.م - مين فينا الحرامي:1984تمثيل+ت.م - الليلة الموعودة:1984-من رواد الملهى الليلي - بيت القاضي:1984-سعداوي - كله تمام:1984 - طابونة حمزة:1984-عصابة+ت.م - القناص:1984تمثيل+ت.م - الأشقياء:1984 - المتسول:1983-من رجال المعلم هاموش+ت.م - الغول:1983-الطوخى توفيق+ت.م - مملكة الهلوسة:1983تمثيل+ت.م - نهاية رجل تزوج:1983 - الذئاب:1983 - حسن بيه الغلبان:1982 - السلخانة:1982 - اعتداء:1982-مسجون - رحلة الرعب:1981 - لن أغفر أبدًا:1981 - بياضة:1981 - المشبوه:1981تمثيل+ت.م - فتوات بولاق:1981-عطوه - دائرة الشك:1980تمثيل+ت.م - ضربة شمس:1980تمثيل+ت.م - رجال لا يعرفون الحب:1979 - مغامرون حول العالم:1978-أنيس - شقة وعروسة يا رب:1978 - المليونيرة النشالة:1978-حنفي - ومن الحب ما قتل:1978 - أحلى أيام العمر:1978 | - أولاد الحلال:1978 - مكالمة بعد منتصف الليل:1978 - إلى المأذون يا حبيبي:1977 - الولد الغبي:1977 - الزوج المحترم:1977 - الحلوة والغبى:1977 - حكمتك يارب:1976-من رجال المعلم سلامه - فيفا زلاطا:1976-من التريكرز+ت.م - حبيبة غيري:1976 - الخدعة الخفية:1975 - احترسي من الرجال يا ماما:1975 - يوم الأحد الدامي:1975تمثيل+ت.م - البحث عن المتاعب:1975-خبير الخزائن+ت.م - الأبطال:1974 - عريس الهنا:1974 - شياطين إلى الأبد:1974 - امبراطورية المعلم:1974 - العمالقة:1974تمثيل+ت.م - دنيا:1974 - عايشين للحب:1974 - بدور:1974 - العنيد:1973-أحد أفراد عصابة زكي سليم+ت.م - كلمة شرف:1973 - الأصيل:1973 - الشياطين في أجازة:1973-فرد عصابة - أبناء للبيع:1973 - البنات والمرسيدس:1973 - وكر الأشرار:1972-من أفراد العصابة - شياطين البحر:1972-حميدو - العاطفة والجسد:1972-المصور - شباب يحترق:1972 - رجال بلا ملامح:1972-لمعي | - الخطافين:1972 - ملوك الشر:1972 - سبع الليل:1971-مدير الكازينو+ت.م - آدم والنساء:1971-تمثيل+ت.م - رجال في المصيدة:1971-من العصابة - ثم تشرق الشمس:1971 - يمكنك أن تفعل الكثير بسبع نساء:1971 - الأشرار:1970-غانم - فرقة المرح:1970 - ربع دستة أشرار:1970 - لسنا ملائكة:1970-أحد المساجين - ابن أفريقيا:1970 - رحلة شهر العسل:1970 - مغامرة شباب:1970-الحرامى 2+ت.م - الرعب:1969تمثيل+ت.م - ابن الشيطان:1969 - دلع البنات:1969 - سكرتير ماما:1969 - نص ساعة جواز:1969-بشخصيتة الحقيقية - هى والشياطين:1969-عابدين - الشجعان الثلاثة:1969 - المساجين الثلاثة:1968 - الزواج على الطريقة الحديثة:1968تمثيل+فرقة الأكروبات - عفريت مراتي:1968 - كيف تسرق مليونير:1968-فتوة - أفراح:1968 - حواء على الطريق:1968تمثيل+ت.م - جريمة في الحي الهادي:1967 - بنت شقية:1967-بلطجى - نساء من ذهب:1967 | - 3 لصوص:1966-راكب في الاوتوبيس - طريد الفردوس:1965-موظف في الكباريه - بنت عنتر:1964-جلاد - مطلوب زوجة فورا:1964-رجل بالبار - العائلة الكريمة:1964-منير - المغامرة الكبرى:1964 - صاحب الجلالة:1963-الحارس الخاص لمارينجوس الأول - النشال:1963-من العصابة - الساحرة الصغيرة:1963 - عائلة زيزي:1963 - عبيد الجسد:1962-عصابه - كلهم أولادي:1962 - الحاقد:1962-من العصابة - الفانوس السحري:1960-مدعو في حفل مرسي - حايجننوني:1960 - البوليس السري:1959-شرطي بالقسم - الأخ الكبير:1958-سيبو - إسماعيل يس بوليس حربي:1958-أحد رجال العصابة - إسماعيل يس في الأسطول:1957-احد رجال عباس - ابن حميدو:1957-من أفراد العصابة - رصيف نمرة 5:1956-مشارك في خناقة الخمارة - إسماعيل يس في البوليس:1956-فرد عصابة - عفريتة إسماعيل يس:1954-أحد أفراد العصابة - رقصة الوداع:1954 - الفارس الأسود:1954-ت.م - الوحش:1954-التمرجي - الأستاذة فاطمة:1952-متأجر في الخناقه - في الهوا سوا:1951-أحد لاعبي السيرك - ياسمين:1950 - أميرة الجزيرة:1948 |

### مسلسلات
- ملك اليانصيب:1972
- الخماسين:1972
- ارزاق

### أخرى
| - خلي بالك من عقلك:1985-ت.م - فتوة درب العسال:1985-ت.م - الطاغية:1985-ت.م - الصعاليك:1985-ت.م | - العبقري خمسة:1985-ت.م - صفقة مع إمرأة:1985-الحركة والأكروبات - السطوح:1984-ت.م - درب اللبانه:1984-ت.م | - شوارع من نار:1984-ت.م - خمسة باب:1983-ت.م - دموع في عيون وقحة:1980-ت.م - فتوة الجبل:1980-ت.م | - الجحيم:1980-ت.م - دائرة الانتقام:1976-ت.م - ملوك الضحك:1975-ت.م - المشاغبون:1965-ت.م |

ت.م:تنفيذ المعارك